# Torbjörn Johansson (ishockeyspelare)
Torbjörn Johansson, född 22 april 1973 i Nyköping, är en svensk före detta professionell ishockeyspelare.